# Ókrug
Ókrug (búlgaro: окръг; serbio y ruso: о́круг; ucraniano: округа, translit.: okruha; polaco: okręg) es un término utilizado en algunos países eslavos de Europa del Este para designar un tipo de división administrativa. Etimológicamente, la palabra es similar a la palabra alemana Bezirk ("distrito"); ambos ókrug y Bezirk se refieren a algo "rodeado".

## Bulgaria
En Bulgaria, los ókrugs, traducido como "distritos" o "regiones", eran subdivisiones de los óblasts (provincias) que existieron entre 1987 y 1999.

## Rusia Imperial
Los Ókrugs fueron  un tipo de división administrativa en la Rusia Imperial. Hasta 1920, los ókrugs fueron distritos administrativos en las huestes cosacas.

## Unión Soviética

Tipos de subdivisiones en la Unión Soviética:
Raiones subordinados directamente a sus respectivas repúblicas.
Óblasts.
Krais.
Repúblicas autónomas.
Óblasts autónomos subordinados a un krai.
Distritos autónomos subordinados a una óblast o krai.

Los distritos u ókrugs autónomos (en ruso: автономный округ, lit. avtonomny ókrug), fueron divisiones administrativas de algunos sujetos federales de la Unión Soviética.
Originalmente llamados ókrugs nacionales, este tipo de unidad administrativa se creó en la década de 1920 y se implementó ampliamente en 1930 para brindar autonomía a los pueblos indígenas del norte. La constitución soviética de 1977 cambió el término distritos nacionales al de distritos autónomos para enfatizar que efectivamente eran autonomías y no simplemente otro tipo de división administrativa y territorial. Si bien la constitución de 1977 estipuló que los distritos autónomos estaban subordinados a los óblasts y krais, esta cláusula se revisó el 15 de diciembre de 1990, cuando se especificó que los distritos autónomos estaban subordinados directamente a la RSFS de Rusia, aunque todavía podían permanecer en la jurisdicción de un krai o una óblast al que antes estaban subordinados.

## Federación de Rusia

Distritos autónomos de Rusia.

En la actual Federación de Rusia, el término ókrug es o bien traducido como "distrito" o directamente como "ókrug", y es utilizado para describir los siguientes tipos de divisiones:
- Distritos federales (federalny ókrug), como por ejemplo el Distrito Federal de Siberia;
- Distritos autónomos u ókrugs autónomos (avtonomny ókrug), como por ejemplo el  Distrito Autónomo de Chukotka;

Ókrug se utiliza también para describir las divisiones administrativas de las dos "ciudades federales" de Rusia:
- los ókrugs administrativos de Moscú son un nivel superior de división administrativa.
- los ókrugs municipales de San Petersburgo son un nivel inferior de división administrativa.

Además, la designación ókrug denota varias divisiones administrativas a nivel de municipio:
- ókrugs, como los ókrugs del Óblast de Samara.
- ókrugs rurales (selski ókrug), como los ókrugs rurales del Óblast de Bélgorod.
- ókrugs territoriales rurales (selski territorialny ókrug), como los ókrugs territoriales rurales del Óblast de Múrmansk.
- ókrugs de stanitsa (stanichny ókrug), como los ókrugs de stanitsa del Krai de Krasnodar.

Ókrug se utiliza también para describir un tipo de división municipal, el "ókrug urbano municipal". Este es un asentamiento urbano municipal no incorporado dentro del distrito municipal.

## Serbia
La República Serbia está dividida en veintinueve ókrugs al igual que la "ciudad-distrito" de Belgrado. El término okrug en Serbia es frecuentemente traducido como "distrito" o "región".

### Términos eslavos para divisiones territoriales
- gmina
- krai
- kraj
- krajina
- pokrajina
- opština, općina
- obec
- oblast, oblast', oblasti, oblys
- okręg
- okres
- ókrug
- powiat
- raión
- voivodato, vojvodina
- župa
- županija